# Förregling
Förregling betecknar ett mekaniskt, elektriskt eller logiskt beroende mellan en maskindel och en annan.

## Exempel
- En enkel förregling är luckan till en tvättmaskin. Maskinen kan inte startas om luckan är öppen och luckan kan inte öppnas om maskinen är igång.

Motsvarande förreglingar finns till exempel i järnvägens ställverk.
- En växel sägs vara förreglad i en huvudsignal, när signalen visar kör. Det betyder att signalen inte kan visa kör, om växeln inte ligger rätt, och att växeln inte kan läggas om, när signalen visar kör.[2]

Observera att förreglingar inte nödvändigtvis måste vara ömsesidiga.
- En pump får inte starta om vätskan i en tank inte överstiger en viss nivå, men påfyllning av tanken kan ske oberoende av om pumpen är i drift eller inte.